# Avenue de la Garonnette
L'avenue de la Garonnette (en occitan : avenguda de la Garoneta) est une voie de Toulouse, chef-lieu de la région Occitanie, dans le Midi de la France. Elle est bordée à l'est par la promenade Charles-Sicre (en occitan : passejada Carles Jòrdi Sicre).

## Situation et accès

### Description
L'avenue de la Garonnette et la promenade Charles-Sicre sont deux voies publiques. Elles se trouvent dans le quartier des Carmes, dans le secteur 1 - Centre. L'avenue de la Garonnette est longue de 484 mètres. Elle est principalement orientée au nord quoique son parcours, suivant le cours d'un ancien bras de la Garonne, ne soit pas rectiligne. Elle naît du rond-point des Combattants-de-moins-de-Vingt-Ans, au carrefour du quai de Tounis et de l'avenue Maurice-Hauriou. Après avoir longé la cité de Port-Garaud, elle reçoit à droite le passage de Comminges, une voie piétonne qui aboutit à la rue des Moulins. Plus loin, elle est traversée par les arches du pont de Tounis, qui porte la rue du même nom, qu'un escalier permet de rejoindre. Enfin, l'avenue de la Garonnette s'élargit pour former une petite place triangulaire, prolongée au nord par la descente de la Halle-aux-Poissons. Un passage piéton rejoint la berge de la Garonne et la promenade Henri-Martin, tandis qu'un ascenseur permet de remonter au niveau du quai de Tounis.
La chaussée compte une voie de circulation automobile dans chaque sens. Elle est définie comme une zone de rencontre et la vitesse y est limitée à 20 km/h. Il n'existe ni piste, ni bande cyclable, quoiqu'elle soit à double-sens cyclable.

### Voies rencontrées
L'avenue de la Garonnette rencontre les voies suivantes, dans l'ordre des numéros croissants (« g » indique que la rue se situe à gauche, « d » à droite) :
1. Quai de Tounis (g)
2. Avenue Maurice-Hauriou (d)
3. Rond-point des Combattants-de-moins-de-Vingt-Ans
4. Passage de Comminges - accès piéton (d)
5. Rue du Pont-de-Tounis - accès piéton
6. Quai de Tounis - accès piéton (g)
7. Descente de la Halle-aux-Poissons (d)

### Transports
L'avenue de la Garonnette n'est pas directement desservie par les transports en commun. Elle est cependant parallèle au quai de Tounis ainsi qu'aux rues de la Dalbade et de la Fonderie, parcourus par la navette Ville. De plus, elle débouche au sud sur l'avenue Maurice-Hauriou, où se trouvent les arrêts de la ligne de bus 44. Plus loin, le long des allées Paul-Feuga et Jules-Guesde, se trouvent la station Palais-de-Justice, terminus des lignes de tramway  , et les arrêts de la ligne de bus 66 et, sur la place Auguste-Lafourcade, la station Palais-de-Justice, sur la ligne de métro , ainsi que les arrêts de la ligne de Linéo L4. Au nord, l'avenue de la Garonnette se trouve à proximité de la place du Pont-Neuf, traversée par les lignes de Linéo L4 et de bus 44, qui rejoignent la place Étienne-Esquirol, où se trouve la station du même nom, sur la ligne de métro .
Les stations de vélos en libre-service VélôToulouse les plus proches sont les stations no 26 (9 rue Henry-de-Gorsse), no 27 (122 quai de Tounis), no 49 (52 rue des Couteliers) et no 50 (1 avenue Maurice-Hauriou).

## Odonymie
L'avenue de la Garonnette tient naturellement son nom de l'ancien bras de la Garonne, à l'emplacement duquel elle a été aménagée. Ce nom – « Garonette », Garoneta en occitan – est un diminutif formé sur le nom Garonne, à l'aide du suffixe diminutif -ette. Il s'applique généralement à des bras secondaires de la Garonne.
Le 6 juillet 2007, la promenade plantée qui longe l'avenue a été nommée en hommage à Charles-Georges Sicre (1904-1980). Industriel et commerçant, il avait ses ateliers et ses magasins à proximité de la Garonnette : au début du XXe siècle, Sicre Aîné, fabricant de chaises et de vannerie, possédait une boutique qui ouvrait sur la rue des Couteliers (actuel no 37) et un atelier sur la descente de la Halle-aux-Poissons (actuel no 14).

## Patrimoine et lieux d'intérêt

### Pont de Tounis

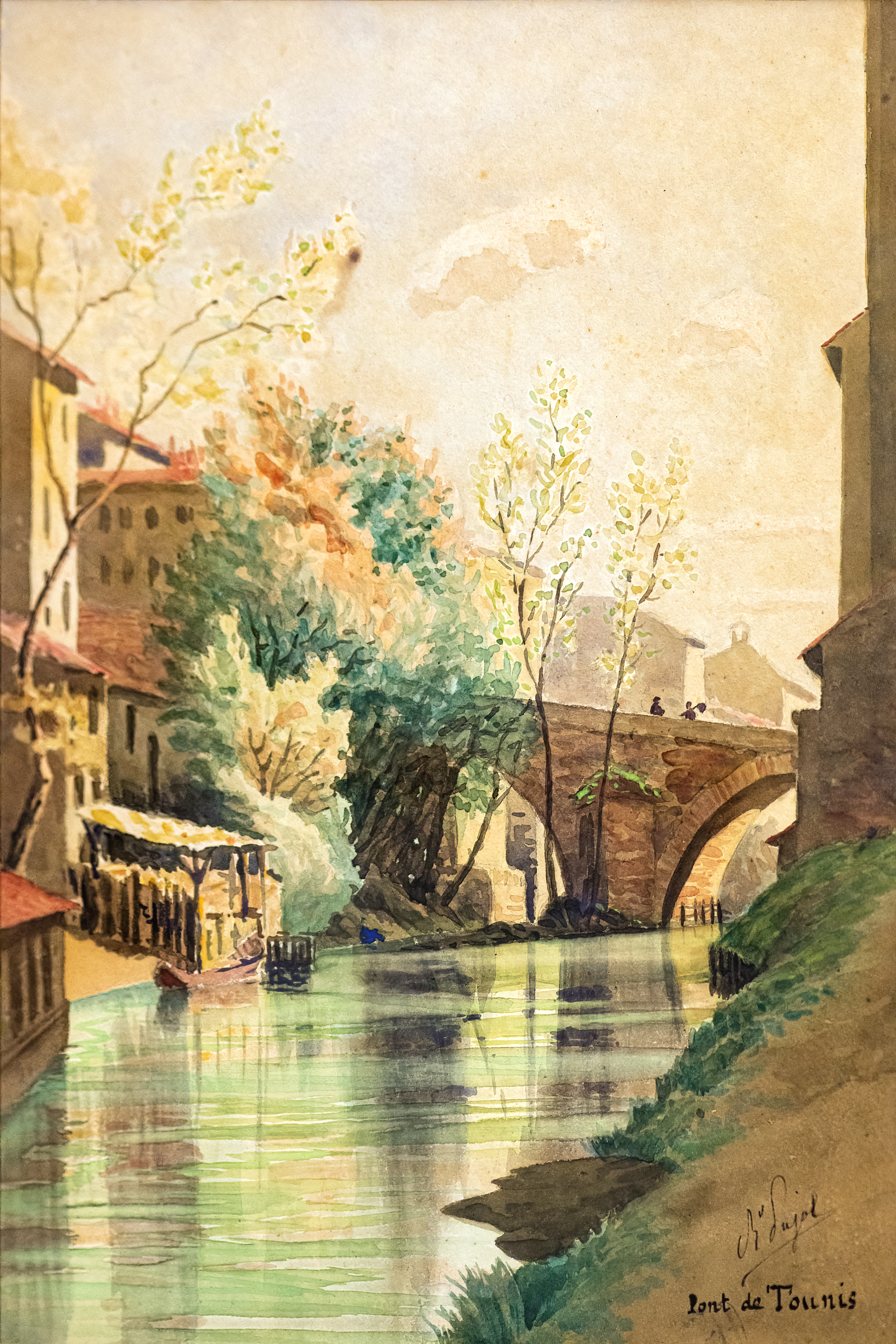
Le pont de Tounis, par Raymond Pujol (1re moitié du XXe siècle, musée du Vieux Toulouse).

Le pont de Tounis est le plus vieux pont de Toulouse : il est construit entre 1515 et 1528 afin de relier l'île de Tounis à la rive droite de la Garonne et au quartier de la Dalbade. Il remplace alors un pont en bois, qui existait déjà au XIIe siècle, mais plusieurs fois reconstruit à la suite des crues de la Garonne. En 2007, le pont a fait l'objet d'une restauration, alors que la municipalité s'intéressait à la réhabilitation de l'avenue de la Garonnette.
Le pont de Tounis est bâti en brique – quoiqu'il ait été couvert d'un enduit clair imitant la pierre de taille en 2007. Il est édifié en pente, afin de rattraper un dénivelé de plus de 5 mètres entre le côté est, qui correspond à la terrasse sur laquelle est édifiée le centre-ville de Toulouse, et le côté ouest, qui correspond à l'ancienne île de Tounis. Il se compose de trois arches voûtées en plein cintre, qui reposent sur deux piles équipées d'éperons afin de rompre le cours de l'eau. Cependant, seules deux arches restent visibles, la troisième étant enserrée depuis le XIXe siècle entre les constructions de la rue du Pont-de-Tounis (actuel no 8). De plus, elles ont perdu environ un tiers de leur hauteur lors de l'aménagement de l'avenue de la Garonnette et de l'exhaussement du niveau du sol par comblement de la Garonnette au milieu du XXe siècle. 

### Porte de batardeau
La porte de batardeau de la Garonnette appartient au système de lutte contre les inondations de la Garonne, mis en place à la suite du comblement de la Garonnette. Elle est placée au niveau du passage qui donne accès à la berge de la Garonne en passant sous l'arche du quai de Tounis : lors des crues, elle est fermée afin d'empêcher l'eau de la Garonne de remonter sous l'arche et de se déverser dans l'avenue de la Garonnette. La porte est complétée par une vanne qui pompe et rejette les eaux pluviales collectées par le réseau souterrain. En cas de crue, ces eaux pluviales ne pouvant plus être expulsées naturellement dans le fleuve, elles risqueraient de remonter et inonder les quartiers voisins

### Immeubles
- no  11 : Institut catholique de Toulouse (façade monumentale et parc de l'ancienne fonderie de canons, sur l'ancien Rempart gallo-romain de Toulouse).
- no  12 : hôtel Le Masuyer (1620-1630)[5].
- no  28 : hôtel de Bagis (XVIe – XIXe siècle)[6].
- no  30 : immeuble (première moitié du XIXe siècle)[7].
- no  49 : usine[8].

### Services publics
- no  41 : crèche Garonnette.
- no  46 : gymnase Fabre.